# Дмитар Мрњавчевић
Дмитар Мрњавчевић (латински: Demetrius; између 1345. и 1371. – после 30. јуна 1407) је био најмлађи син српског краља Вукашина (1365–1371) и брат краља Марка (1371–1395). Након 1394. године напустио је државу краља Марка и прешао у Дубровник, а потом у Угарску. Служио је угарског краља Жигмунда Луксембуршког (1387–1437) као кастелан града Вилагоша и велики жупан Зарандске жупаније (око 1404–1407. године).

## Извори и литература
Дмитар је био син срспког краља Вукашина Мрњавчевића (1365-1371) и његове жене Јелене. Истраживање личност Дмитра Мрњавчевића отпочео је Иларион Руварац у свом делу "Прилошци к објашњењу извора српске историје" из 1881. године. Константин Јиречек је у свом делу "Српски цар Урош, краљ Вукашин и Дубровчани" у последњим страницама донео нове податке о Дмитру. У новије време се Дмитром бавио Сима Ћирковић. Сами извори за његов живот веома су оскудни. Сачувана је само једна, делимична, повеља Вукашинових синова. То је оснивачка повеља Андријаша за манастир Светог Андрије на Тресци. Повеље Андријашеве браће нису сачуване, изузев две повеље Дмитра, али када је већ био вазал угарског краља. Сачувана је такође и повеља угарског краља Жигмунда Луксембуршког Дмитру из 1407. године. Његово име јавља се у пресуди у корист Штибора, бискупа Јегра. У домаћим изворима, на Дмитра наилазимо у "Краљевству Словена" Мавра Орбина, Карловачком родослову и Остојићевом летопису. Податке наилазимо и у дубровачким документима. Међутим, записници дубровачких већа нису сачувани за период од 1367. до 1378. године, као и за период од 1394. до 1400. године када Дмитар борави у Дубровнику. Дубровчани га спомињу у писму војводи Доњих Краја, Хрвоју Вукчићу Хрватинићу, од 8. априла 1400. године, као и у упутству дубровачким посланицима код Сандаља Хранића. Дмитрово име забележено је и у ктиторском натпису у цркви Светог Димитрија у Сушици код Скопља, задужбини Дмитровог оца Вукашина и старијег брата Марка.

## Детињство и младост
Дмитрово име се по први пут помиње у натпису на јужном зиду манастира Светог Димитрија. Своје крштено име Дмитар је највероватније добио по Светом Димитрију, заштитнику Мрњавчевића. Дубровчани га у својим документима помињу као Димитрија, док га Мавро Орбин помиње као Митраша. У Угарској је био познат као Demetrius. Зидање манастира започео је Вукашин око 1345. године, а осликао га је краљ Марко 1376/7. године. Дмитар се помиње као најмлађи син краља Вукашина и краљице Јелене, уз старију браћу, Марка, Андријаша и Иваниша. Сачуван је једино портрет Иваниша. Ово је уједно и једини помен Дмитра пре 1394. године. У повељи из 1370. године Вукашин наводи своје име, Јелену и синове Марка и Андријаша. Иваниш и Дмитар су тада вероватно били још деца. Година рођења Дмитра није позната. Познато је да су Вукашин и Јелена имали најмање шесторо деце, поред четворице синова и ћерку Оливеру и ћерку непознатог имена. Оливера је вероватно била старија од Дмитра јер се већ 1371. године разводи од Ђурђа I Балшића. Дмитар није могао бити рођен пре 1345. године, као ни после 1371. године.
Након погибије Вукашина и Дмитровог стрица Јована Угљеше, серског деспота, наследници Мрњавчевића одржали су се на уској територији од Охрида на западу, Црне реке на истоку и Скопља и Шар-планине на северу. Марко је овим територијама управљао заједно са краљицом мајком, монахињом Јеленом-Јелисаветом и тројицом браће. Улога Дмитра у годинама после Маричке битке није позната. Вероватно је живео на територији своје мајке. У прилог овој тврдњи иде и чињеница да Дмитар није ковао свој новац, као што су то чинила његова браћа. Нема података ни да је подигао или обновио неки манастир.

## Боравак у Дубровнику
Односи између Андријаша и Марка били су добри до 1393/4. године када је дошло до састанка Марка и турског султана Бајазита у Серу. Након овог састанка турски вазали су се поделили у односу ка политици према Османском царству. Манојло II Палеолог је отказао послушност султану. Исто су учинили и његов синовац Јован и брат Теодор. Стефан Лазаревић остао је веран султану на чијој страни учествује у Никопољском крсташком рату. Бајазит је исте године започео опсаду Цариграда која је трајала неколико година. У породици Балшића дошло је до расцепа између Ђурђа II и његовог брата Константина. Марко и Константин Драгаш учествовали су у бици на Ровинама 1395. године у којој су изгубили животе. Андријаш и Дмитар одбили су да служе султана и 1394. године напуштају очеве територије и склањају се у Дубровник.
У Дубровнику се налазио поклад краља Вукашина у износу од 295 литара сребра (око 5600 перпера). Вукашин је сребро оставио Павлу Барабићу који је умро 1374. године након чега је бригу о депозиту преузела његова удовица Првула и неколико властелина. Средином 1394. године браћа Мрњавчевић у Дубровнику траже део поклада свога оца. Зна се да су у граду били већ 27. јула. Морали су да сачекају крај парнице између Павлових наследника и Општине. Дубровчани су сматрали да је новац требало поделити на два једнака дела. Сима Ћирковић је сматрао да је о томе постојало и упутство краља Вукашина које није сачувано. У сваком случају, браћа су 10. августа подигла новац.
Током свог боравка у Угарској, Дмитар је био у добрим односима са дубровачком породицом Гучетића и њиховим представником Рафаелом Гучетићем.

## Угарски вазал
Након подизања покладе, Андријаш и Дмитар су отишли у службу угарског краља Жигмунда. О томе сведочи упутство дубровачким посланицима код Сандаља Хранића из 1423. године. Следеће године браћа су се вероватно налазила у табору угарског краља и влашког војводе Мирчета насупрот своме брату Марку. Ово је послужило као основ за касније приче о сукобу браће Мрњавчевић у народним песмама. Има мишљења да је Андријаш погинуо у бици на Ровинама јер му се након 1395. године губи сваки траг. Након 1394. године не постоје подаци о Дмитру следећих пет година. Поново се јавља у записницима дубровачких Већа из 1399. године као поданик угарског краља. Дмитар је подигао остатак депозита који је био намењен краљу Марку јер је остао једини наследник овог новца. Дмитар је преузео на себе одговорност у случају да неко други тражи исплату овог новца. Новац му је исплаћен септембра 1399. године, када је Дмитар са лађом отпловио у Сењ.
Следеће, 1400. године, Дмитар је поново у Дубровнику о чему сведочи писмо војводи Хрвоју од 8. априла. У то време су односи између Босанске и Угарске краљевине заоштрени. Босански краљ Остоја подржавао је Ладислава Напуљског, противкандидата за угарски престо. Дубровчани се овим писмом правдају Хрвоју јер су задржали турско посланство на царини на Дријеву, по молби Дмитра. Дубровник се оглушио о молбу и пропустио посланике војводи Доњих Краја. Дмитар се поново у дубровачким документима помиње 1402. и 1403. године у вези са исплатом данка угарском краљу (као dominus Dmitrius). Боравио је у својству посланика угарског краља. У то време је трајао рат између босанског краља Остоје и Републике. Након тога се Дмитар више не јавља у дубровачким документима. Последњи помен трибута је из 1410. године, када је краљ Жигмунд тражио да му се трибут исплати за осам година, закључно са 1414. годином. Трибут није био исплаћен 1406. године.
Постоје две сачуване Дмитрове повеље из 1404. године, на латинском језику. Из њих сазнајемо да је постао кастелан града Вилагоша (мађ. Világos) и велики жупан Зарандске жупаније (мађ. Zaránd vármegye, стари град Вилагош се знатно касније нашао у саставу проширене Арадске жупаније, што је неке модерне истраживаче навело да Дмитра погрешно означавају као "арадског" жупана).
Његов успон на високе функције треба сместити у период између 1401. и 1404. године. Дмитар је само управљао овим територијама, за разлику од деспота Ђурђа коме је краљ након пада Смедерева 1439. године дао Вилагош са 110 села. Дмитар је вршио судске дужности и жупанијама и убирао је приходе од скеларина. Након ових повеља, Дмитров живот не може се пратити до 1407. године када је Жигмунд у Будиму издао повељу Дмитру којом му се обраћа као вазалу и упозорава га да не напада стоку у Панкоти и да престане чинити насеља на територијама покојног Иштвана Лошонција, Жигмундовог сина. Опомиње га да надокнади штету и да ће у супротном морати да пошаље војску против њега. Не зна се ништа више о сукобу између Дмитра и Жигмунда. Сукоби између краља и његових вазала нису били ретки.

## Смрт
Година смрти Дмитра није позната. Међутим, може се одредити terminus ante quem за његову смрт на основу пресуде Павлу де Деречке и Лаврентију де Мајза. Суђење је завршено 29. јула 1412. године. У тексту пресуде помиње се претходна, 1411. године, где се говори о пљачкању поседа бискупа Штибора. Пре ове пљачке, у време смрти покојног Дмитра, кастелана Вилагоша, опљачкан је и бискупски посед Жомбољ. Пошто се Дмитар помиње као кастелан Вилагоша, изгледа да је функцију обављао до своје смрти, тј. да сукоб са Жигмундом није утицао на његов положај. Као зарандски жупан јавља се већ 1409. године Пипо Спано, али нема података да је вршио функцију кастелана Вилагоша. Лаврентије де Мајза јавља се на овој функцији 1410. године. Дакле, Дмитар је умро између 30. јуна 1407. године када се последњи пут помиње као жив и 1410. године када функцију кастелана Вилагоша обавља Лаврентије де Мајза.
О узроцима смрти пише једино Мавро Орбин који казује да је Дмитар, као и његов отац и брат, страдао у сукобу са Турцима. Овај податак нема потврде у савременим изворима. Не може се ни потврдити ни одбацити. Могуће је да под сукобом са Турцима Орбин подразумева Жигмундов рат против Босне, односно војводе Хрвоја Вукчића. Папа Гргур XII је септембра 1407. године Жигмундовим походима дао карактер крсташког рата. Поход је завршен победом Жигмунда код Добора 1408. године након чега се Хрвоје предао и признао краљеву врховну власт. Нови поход на Босну Жигмунд је предводио 1410. године. У њему је учествовао и српски деспот Стефан Лазаревић за шта је 1411. године награђен Сребреницом. Жигмунд се, међутим, мешао и у сукоб између Лазаревића. Фебруара 1409. године Вук Лазаревић је напао свог брата Стефана уз подршку турске војске. Жигмундову претходницу предводио је Пипо Спано, а већ средином године дошао је лично краљ са својом војском. Уколико се прихвати Орбинов податак о Дмитровој погибији у рату са Турцима, Дмитар је свакако погинуо 1409. године у овом рату.